# Chocolates Valor
Chocolates Valor S.A. es una empresa familiar dedicada a la fabricación de chocolates con sede en Villajoyosa, (Alicante) España. Comercializa cuatro gamas de productos: las tabletas de chocolate, el chocolate a la taza, los bombones y la repostería.

## Historia
En 1881, en Villajoyosa (Alicante), Valeriano López Lloret, conocido como Señor Valor, se convierte en chocolatero. Esto es un artesano que arrendaba sus servicios a las familias valencianas que lo requerían para realizar en sus propias casas onzas, libras y chocolate a la taza.
Hasta mediados del siglo XIX cada chocolatero tenía asignada "verbalmente" su zona comercial y el señor Valor repartía su producción entre varios pueblos de la provincia de Toledo y Cuenca, entre ellos,  El Pedernoso, Belmonte, La Osa, Horcajo, La Puebla de Almoradiel, Villarejo, Tresjuncos, Puebla de Almenara, Villanueva de Alcardete y Quintanar de la Orden.
Más tarde se decidió a fabricar chocolate en su casa y, posteriormente, se instaló en la Ermita de San Antonio, un pequeño caserío a cuatro kilómetros de Villajoyosa. El hijo de Valeriano, Vicente López Soler, se haría cargo de la empresa.
Desde 1916 comienzan a evolucionar los procesos en la fabricación y distribución del chocolate. La piedra ('pedra')  de moler propia del chocolatero ('xocolater') es sustituida por un molino de malacate impulsado por caballos y, más tarde, estos serán relevados por un motor diésel.
En 1935, Valor se motoriza e incorpora su primer vehículo de motor para las actividades de distribución: una camioneta Chevrolet capaz de cargar cerca de 1.500 kilos.
Cuando en 1935 la electricidad llega a la Ermita, Valor ya es una pequeña fábrica familiar que da empleo a varios trabajadores del pueblo. Es aquí cuando comienza el desarrollo de Valor en el sector empresarial y comercial, un desarrollo que se ve frenado por la guerra civil española.
En 1939 retoma su actividad, aunque los medios son escasos y las materias primas insuficientes. A este periodo le siguen dos décadas de crisis económica: Los años 40 y 50, caracterizados por una política de autarquía económica e intervencionismo estatal, suponen para Valor y las demás fábricas de chocolate la dependencia a cupos y contingentes de materias primas y el sometimiento y control de la Comisaría de abastecimientos. 
A mediados de los 50, cuando la crisis económica parecía estar tocando su fin, Valor intenta recuperar el tiempo perdido, mejorando progresivamente sus instalaciones y elementos de producción, en la medida de sus posibilidades económicas, que por entonces eran muy modestas.
La empresa intenta salir del estancamiento no solo mediante la mejora en los procesos sino también a través de la figura de los Representantes en casi todos los pueblos de la provincia y alrededores.
Con los años 60, Valor da un giro a su actividad y comienza a trazar las líneas de lo que será Chocolates Valor del futuro. Los planes de desarrollo y estabilización revierten positivamente en el sector industrial y del turismo y con ello, la industria chocolatera y el chocolate ocupan una nueva posición en el mercado de bienes de consumo.
En 1964, se construye una nueva planta en la Partida de Mediases, en Villajoyosa. La parcela es mucho mayor, alrededor de 6.000m², algo que le permite no solo aumentar la producción, sino también modernizar las instalaciones y maquinaria, mejorar la calidad y hacer más completa la gama de chocolates.
Esta pretensión de mejora y renovación continúa a lo largo de los años, y en 1968, la casa Valor lleva a cabo uno de sus proyectos de reforma y ampliación más ambiciosos, que logra situar la capacidad de producción de la empresa en 10 000 kilos.
A finales de la década de los 60, Valor da el último viraje a su actividad y adopta como política de empresa la promoción de su calidad. En 1968 lanza al mercado el chocolate 100% puro. Ello supone una nueva manera de concebir la producción del chocolate mediante el rechazo del uso de las grasas vegetales. 
A mediados de los 70 se hace necesaria una total reestructuración y ampliación de la planta de fabricación, que permitiese doblar la capacidad de producción.
La superficie final de la planta cubierta actual es de 22.000m². 

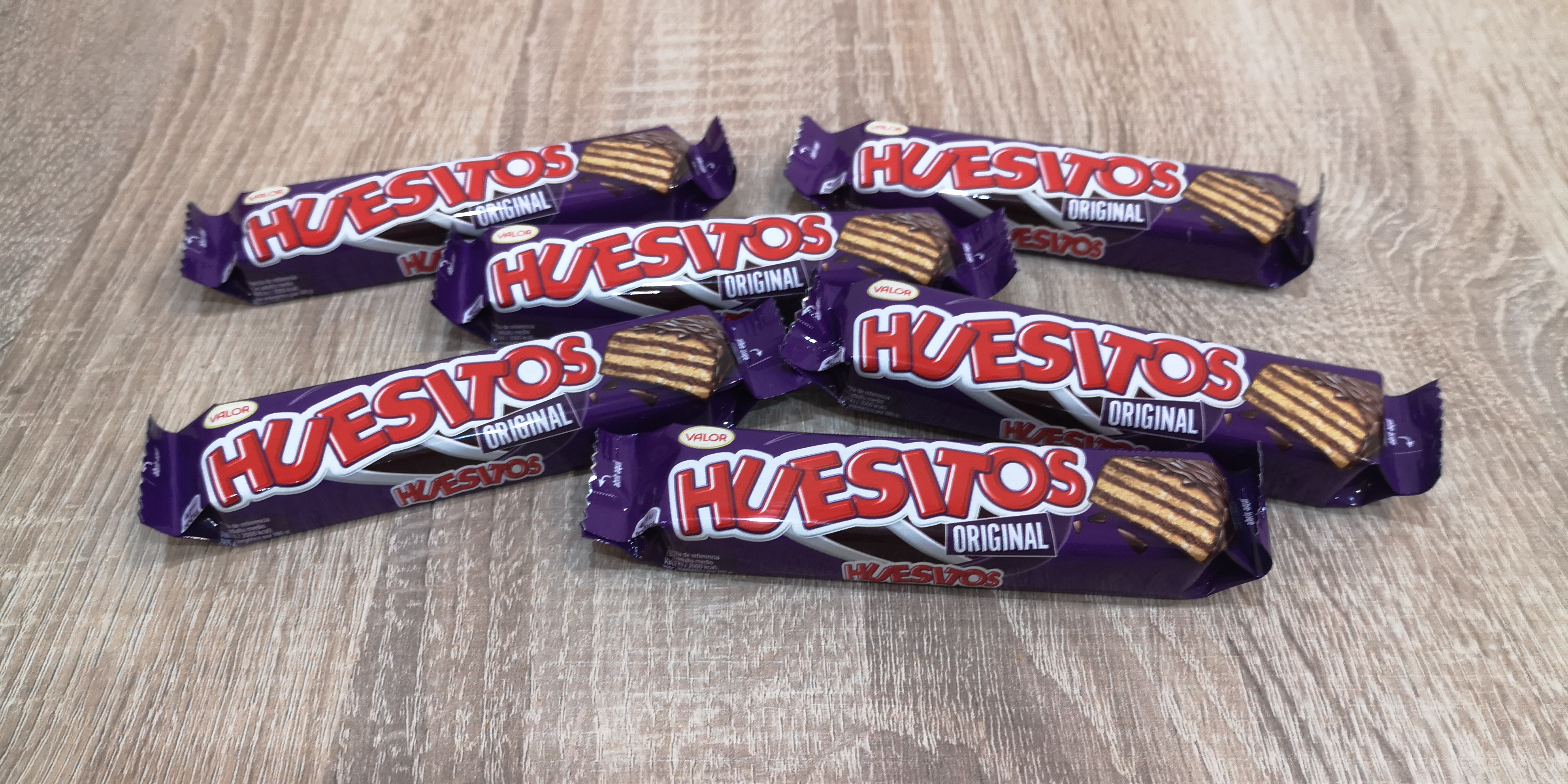
Varias barritas de Huesitos, fabricados por Valor desde 2013.

La primera chocolatería que Valor creó en España vio la luz en el año 1984. Esta fue el germen de la primera franquicia, que se crearía en el año 1993.
Desde entonces y hasta ahora han llegado a 35 el número total de franquicias repartidas por toda la geografía, cuatro franquiciadas. Ciudades como Alicante, Valencia, Barcelona, Madrid, Vigo (Pontevedra) o Andorra  han pasado a formar parte de una estrategia de expansión que mantiene unas previsiones de crecimiento.
El 15 de julio de 2013 la empresa Mondelēz International, anuncia que vende su factoría de Ateca (Zaragoza), antigua Chocolates Hueso, junto con las marcas "Huesitos"
y "Tokke", a la empresa española Chocolates Valor, que asume la producción de las famosas barritas de chocolate a través de Chocolateca SL en la fábrica de Ateca a partir del verano de 2013.
En abril de 2016 fallece el presidente y consejero delegado Pedro López Mayor, dejando paso a su hijo Pedro López López en la dirección de la empresa.
En mayo de 2021 concluyen la adquisición de la chocolatera más antigua de Portugal, Imperial Produtos Alimentares de Vila do Conde, conocida por sus marcas Jubileu y Regina, de Vallis Sustainable Investments, convirtiéndose en la primera expansión internacional de Chocolates Valor.

## Características
Aunque vende todo tipo de productos de chocolate, en el mercado español se destaca por los productos sin azúcar y por el chocolate a la taza. De otro lado, la empresa exporta sus productos a unos 50 países.  El 40% de sus exportaciones son a Estados Unidos, el 25% a Hispanoamérica, otro a 25% en Asia y el 10 % restante se comercializa en otros países. Además, tiene una franquicia de chocolaterías que cuenta ya con 39 establecimientos.

###### Empresa familiar
Desde 1881 ha sido una empresa dirigida por la familia López. En 1881 fue fundada por Valeriano López Lloret, en 1891 toma la dirección Vicente López Soler, más tarde Pedro López Mayor y tras su fallecimiento pasó a cargo de Pedro López López.